# Concessio
Die Concessio (lateinisch für „Eingeständnis“; griechisch: παρομολογία, paromología), veraltet nach dem Griechischen auch Paromologie, ist eine rhetorische Figur, besonders der antiken Gerichtsrede (siehe Redegattungen im Artikel Rhetorik (Aristoteles) oder Rhetorik), mit der die Richtigkeit eines gegnerischen Argumentes eingestanden wird, das allerdings durch stärkere eigene Argumente unwirksam gemacht wird. Die Überzeugungskraft der eigenen Argumentation wird dabei gerade dadurch unterstrichen, dass sie gültige gegnerische Einwände wettmacht.
Beispiel: „Er mag sich unmoralisch verhalten haben, aber bestrafen kann man ihn dafür nicht.“
Mit der Concessio verwandt ist die Permissio.